# 김포본동
김포본동(金浦本洞)은 경기도 김포시의 행정동으로 법정동 북변동, 걸포동과 감정동의 일부가 속한다. 김포본동은 김포군 시절부터 김포시의 중심지역이다.

## 법정동
- 북변동(北邊洞)
- 걸포동(傑浦洞)
- 감정동(坎井洞) 일부[1]

## 역사
- 1998년 4월 1일 : 김포군이 김포시로 승격하고,[2] 북변동, 걸포동, 감정동의 일부에 김포1동이 설치되었다.[3]
- 2017년 4월 18일 : 김포1동이 김포본동으로 동명이 변경되었다.

## 교육
- 김포제일공업고등학교
- 금파중학교
- 김포중학교
- 감정중학교
- 금파초등학교
- 김포초등학교
- 감정초등학교
- 걸포초등학교
- 김포서초등학교
- 김포나진초등학교